# Painted Peak (Viktorialand)
Der Painted Peak (englisch für Bemalte Spitze) ist ein Berg im Norden des ostantarktischen Viktorialands. In den Freyberg Mountains ragt er im nördlichen Teil der Russet Hills in den Gallipoli Heights auf.
Die deskriptive Benennung nahm das New Zealand Antarctic Place-Names Committee auf Vorschlag des Geologen P. J. Oliver vor, der im Rahmen des New Zealand Antarctic Research Programme den Berg zwischen 1981 und 1982 erkundet hatte. Namensgebend ist die vielschichtige Farbgebung durch Ignimbritgestein und Brekzien aus Dazit, aus denen der Berg besteht und die mit Dykes aus Andesit durchsetzt sind.